# Antoinetta Rutters
Antoinetta Rutters (Amsterdam, 29 september 1866 - aldaar, 15 april 1946) was een Nederlands harpiste bekend onder de naam Annie Snoer-Rutters en politica onder de naam Antoinetta Schwier-Rutters.
Ze was dochter van scheepsgezagvoerder Hendrik Rutters en Helena Louisa Hendrika Stoelman wonende aan de Bickersstraat. Haar broer Herman Rutters was muziekjournalist.
Annie Rutters was in eerste instantie zangeres en pianiste. Door haar huwelijk met harpist Johannes Snoer (1894) ontdekte ze de harp. Ze werd een van de succesvolste harpisten uit haar tijd. Ze trad op in binnen- en buitenland, had zitting in het Residentieorkest en was tussen 1903 en 1913 lerares harp aan het Haags Conservatorium. In 1911 trouwde ze met Jan Hendrik Schwier en kwam weer terug naar Amsterdam, alwaar ze speelde in het Paleisorkest van het Paleis voor Volksvlijt. Tot op hoge leeftijd bleef ze lesgeven, ze had in 1935 nog een telefoonaansluiting als muziekonderwijzeres. Haar muzikale arm reikte tot in 1992 wanneer Toos Stotijn zich nog enkele lessen herinnert: "Een lief mens, maar geen goede lerares".
Parallel aan haar muzikantenbestaan liep een carrière als politica. Antoinetta Schwier-Rutters streed voor gelijke arbeidsvoorwaarden voor man en vrouw (1920) en stond op de kandidatenlijst van de Algemeene Nederlandsche Vrouwen Organisatie voor de gemeenteraadsverkiezingen in Amsterdam. Een jaar later was ze kandidaat voor dezelfde partij maar dan voor de Tweede Kamer der Staten-Generaal, Nine Minnema was lijsttrekker.  Schwier-Rutters was toen tweede voorzitter van de partij achter Minnema. De ANVO ging in 1924 op in Democratische Partij van Jan Ernst Heeres; zij werd er bestuurslid. In 1937 waagde ze een nieuwe poging, toen was ze kandidaat voor Algemeen Belang van Stad en Platteland.
In 1921 was ze medeauteur met Catharine van Tussenbroek, Nine Minnema, Jacoba Mossel van het Rapport, uitgebracht door de commissie inzake moederschapszorg.
Beide loopbanen kwamen samen in de functie van bestuurslid van de Toonkunstenaarsbond, waarin ze stemde voor verhoging van salarissen van musici, maar tegen toelating van buitenlandse musici; hetgeen als ze werd gekozen in de Tweede Kamer wilde verdedigen.
Ze werd vanuit haar woning aan de De Lairessestraat 78 begraven op begraafplaats Zorgvlied.